# Marek Pająk (leśnik)
Marek Franciszek Pająk – polski leśnik, doktor habilitowany nauk rolniczych, profesor na Uniwersytecie Rolniczym im. Hugona Kołłątaja w Krakowie, specjalista od ekologii leśnej, ochrony środowiska oraz rekultywacji terenów poprzemysłowych.

## Kariera naukowa
W 1995 roku na Uniwersytecie Rolniczym im. Hugona Kołłątaja w Krakowie uzyskał tytuł magistra inżyniera w zakresie leśnictwa. W 1996 roku został zatrudniony na tejże uczelni, a w 2003 roku na jej Wydziale Leśnym  uzyskał stopień doktora nauk rolniczych w zakresie leśnictwa na podstawie pracy pt. Ocena efektów leśnej rekultywacji północnego zbocza zwałowiska zewnętrznego kopalni węgla brunatnego „Bełchatów”, której promotorem był Wojciech Krzaklewski. W 2019 roku ten sam wydział nadał mu stopień doktora habilitowanego nauk rolniczych w dyscyplinie nauk leśnych na podstawie dorobku naukowego i rozprawy pt. Relacje zachodzące pomiędzy glebą a roślinami i grzybami w ekosystemach leśnych będących pod silną presją zanieczyszczeń wybranymi pierwiastkami śladowymi.